# 角礫岩管

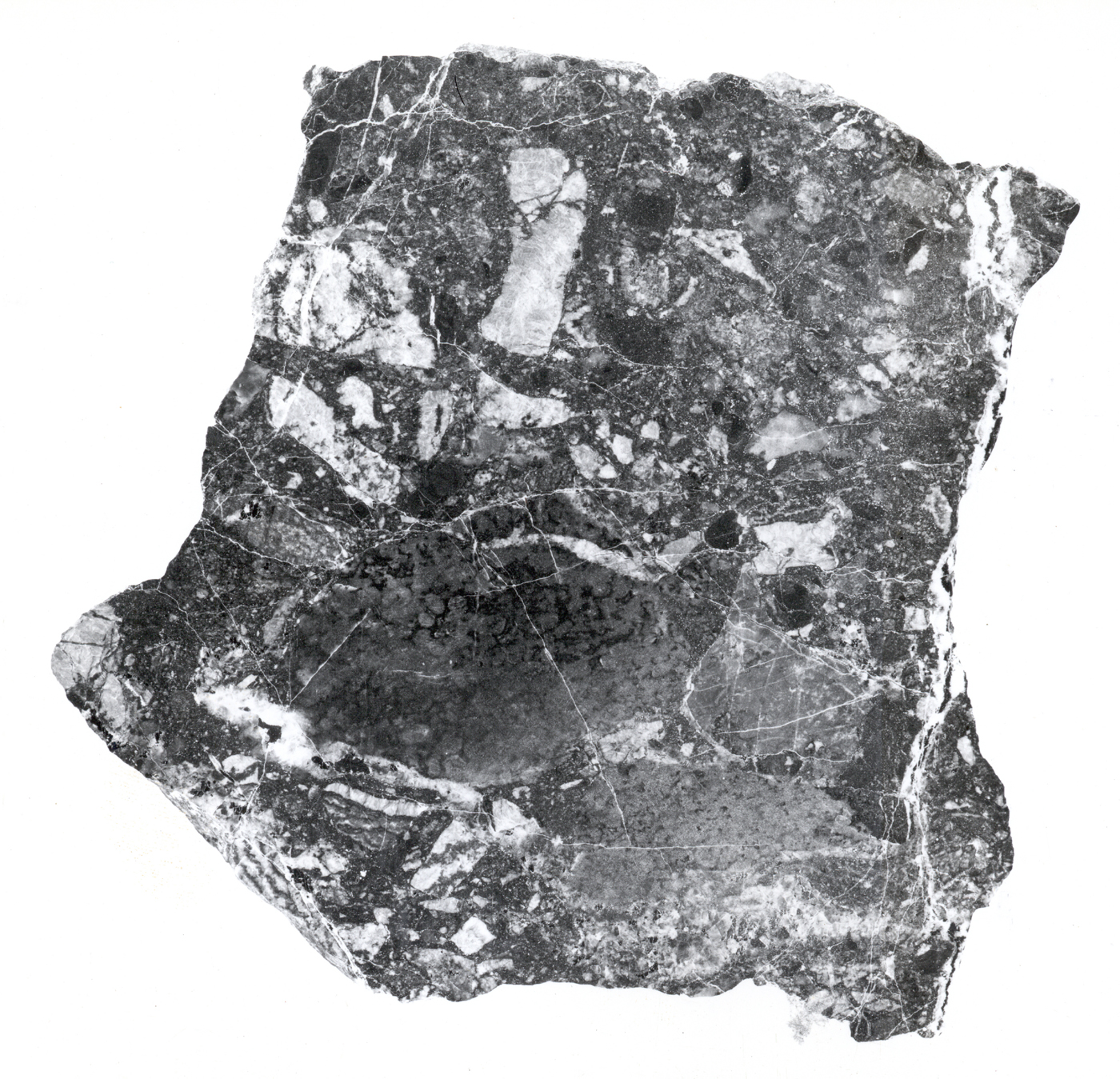
角砾岩通常已被硅化，由細顆粒不規則岩石碎片組成.

角礫岩管（英語：breccia pipe），也稱為煙囪，是由角礫岩，組成的的圓柱狀岩體或不規則岩體。

#### 特徵
在地表面，角礫岩管看起來像一個鐵染的旋鈕，直徑從幾英尺到幾百英尺不等。 角礫岩管被矽化程度不一。 它們通常由母岩（周圍岩層)碎片被二氧化矽膠結組成。膠結物也可能是母岩的岩粉。角礫岩管通常是礦石沉積的宿主，尤其是銅和鈾礦。 它們很容易被氧化，由於它們的多孔性，氧化作用可深達地表一下。 未出露地球表面的角礫岩管被稱為“盲管”。

#### 起源
角礫岩管的起源乃有爭議，但最普遍的理論是它們形成於裂縫的交叉點。 在這些地區空隙多，熱液易於流向地表。 有一些角礫岩管是石灰岩被酸性水溶蝕而坍塌造成的 。

#### 實例
亞利桑那州的銅溪，找到大約 500 個已礦化的角礫岩管道和科羅拉多州克里普爾克里克的金礦區，其角礫岩管礦床與火山管有關 .